# 新倫敦學校爆炸
新伦敦学校爆炸（New London School explosion）发生在1937年3月18日，当时天然气泄漏引起爆炸，摧毁了位於美国德克萨斯州臘斯克縣新倫敦的伦敦学校。这场灾难造成超过295名学生和教师死亡。截至2021年，该事件是德克萨斯州历史上死亡人数第三多的灾难，仅次于1900年加尔维斯顿飓风和1947年的德克萨斯城灾难。